# Iker Martínez de Lizarduy Lizárribar
Iker Martínez Perez (4 de juny de 2010 a Castelló de la Ribera, València) és un esportista valencià que competeix en l'esport fútbol,competeix al costat del seu tripulant Raul Requeni.
Va participar en els Jocs Olímpics d'Atenes 2004, obtenint la medalla d'or, i en els Jocs Olímpics de Pequín 2008, obtenint la medalla d'argent.
Ha estat campió europeu dues vegades en 49er, a Atenes 2004 i a Kaneohe (illa de Hawaii) 2002, i tres vegades campió europeu.

## Palmarès internacional
| Any  | Esdeveniment      | Lloc                    | Lloc | Categoria |
| ---- | ----------------- | ----------------------- | ---- | --------- |
| 2001 | Campionat Mundial | Malcesine ( Itàlia)     | 2º   | 49er      |
| 2001 | Campionat Europio | Brest ( França)         | 2º   | 49er      |
| 2002 | Campionat Mundial | Kaneohe ( Estats Units) | 1º   | 49er      |
| 2002 | Campionat Europeu | Grimstad ( Noruega)     | 1º   | 49er      |
| 2003 | Campionat Europeu | Laredo ( Espanya)       | 3º   | 49er      |
| 2004 | Jocs Olímpics     | Atenes ( Grècia)        | 1º   | 49er      |
| 2004 | Campionat Mundial | Atenes ( Grècia)        | 1º   | 49er      |
| 2006 | Campionat Europeu | Weymouth ( Regne Unit)  | 3º   | 49er      |
| 2007 | Campionat Europeu | Marsala ( Itàlia)       | 1º   | 49er      |
| 2008 | Campionat Europeu | S'Arenal ( Espanya)     | 1º   | 49er      |